# Los Zarates
Los Zarates är en ort i Mexiko.   Den ligger i kommunen San Felipe Jalapa de Díaz och delstaten Oaxaca, i den sydöstra delen av landet, 300 km sydost om huvudstaden Mexico City. Los Zarates ligger 115 meter över havet och antalet invånare är 548.
Terrängen runt Los Zarates är varierad, och sluttar österut. Runt Los Zarates är det ganska glesbefolkat, med 39 invånare per kvadratkilometer. Närmaste större samhälle är San Pedro Ixcatlán, 4,4 km norr om Los Zarates. Omgivningarna runt Los Zarates är en mosaik av jordbruksmark och naturlig växtlighet.